# Capinghem
Capinghem è un piccolo comune francese di 1 648 abitanti situato nel dipartimento del Nord nella regione dell'Alta Francia.

## Società

### Evoluzione demografica
Abitanti censiti